# アンス・ロイヤル
アンス・ロイヤル（英語: Anse Royale、フランス語: Anse Royale、セーシェル・クレオール語: Ans Royal）は、セーシェルの地区のひとつ。

## 隣接行政区画
- タカマカ
- ベ・ラザール
- アンス・ボワロー
- オー・カップ